# Kabaal om een varkensleren koffer
Kabaal om een varkensleren koffer is het twaalfde deel van de Bob Evers-boekenreeks van de schrijver Willy van der Heide.

## Verhaal
Hoofdpersonen van de serie zijn de Nederlandse jongens Arie Roos en Jan Prins en hun Amerikaanse vriend Bob Evers (die in dit verhaal geen rol speelt).
Arie Roos en Jan Prins maken in de pinkstervakantie een wandeltocht in Nederland. Zij zijn op een hete voorjaarsdag beland voor het Centraal Station van Utrecht, zonder geld, omdat ze hun portefeuille eerder op de dag bij vergissing bij een tante van Arie hebben achtergelaten. Iemand spreekt hen aan en informeert of zij bereid zijn tegen een vergoeding voor hem een klusje uit te voeren: een varkensleren koffer moet in allerijl worden bezorgd bij een zekere Buikmans die in Scheveningen woont in pension Zeerust. Dit lost hun acute geldprobleem op.
Aangekomen in Zeerust wordt deze koffer van hen gestolen door een man in een geheel groen pak, die ook nog eens kans ziet Jan en Arie achter te laten in een afgesloten kamer. Er ontstaat grote paniek in het pension door een vermoeden van brand, en de zaak wordt nog mysterieuzer als de (eerder afwezige) Buikmans tegenover Jan en Arie, en de erbij gehaalde politie, verklaart helemaal geen koffer te verwachten. Dit klinkt dermate ongeloofwaardig, dat Jan en Arie besluiten zelf - op grond van een paar geringe aanwijzingen - op zoek te gaan naar de koffer. Het spoor leidt naar Ede en vandaar naar Den Bosch. Onderweg komen zij een aantal keren Buikmans tegen, die kennelijk hetzelfde spoor volgt. Het blijkt dat ook de vrouw van de Groene Man, die Straperli blijkt te heten, in de geschiedenis betrokken is.
Het spoor van Sonja Straperli leidt naar Giethoorn. Daar wordt duidelijk dat Buikmans en Straperli betrokken zijn in een geval van bedrijfsspionage en diefstal van documenten. Het slot van het verhaal speelt zich af op de Belter en Beulaker Wijde, waar Jan en Arie kans zien alle betrokkenen na een veldslag op het water over te leveren aan de plaatselijke politie.

## Drukgeschiedenis
De eerste druk werd in 1953 gepubliceerd door de uitgeverij M. Stenvert & Zoon te Meppel in een hardcoveruitgave, met stofomslag en illustraties van Frans Mettes. Tot aan 1957 verschenen nog twee drukken.
In 1966 werd het formaat gewijzigd. Het boek werd voortaan gepubliceerd als pocketboek (17,5 × 11,5 cm). De tekst van deze uitgave was door de auteur bewerkt. De druknummering werd voortgezet en tot 1996 verschenen de volgende drukken:
- 1966 tot 1982: 4e t/m 18e druk, omslag van Moriën
- 1985 tot 1996: 19e t/m 21e druk, omslag van Bert Zeijlstra

In de pocketeditie zijn geen illustraties uit de hardcoveruitgave overgenomen.
In 2003/2004 verscheen Kabaal om een varkensleren koffer als strip in 92 afleveringen in het Algemeen Dagblad, in een bewerking van Frank Jonker (scenario) en Hans van Oudenaarden (tekeningen). Het hoort bij de stripreeks Bob Evers. Als boek is de strip in 2004 uitgegeven door uitgeverij Arboris.